# Björn Larsson
Björn Larsson (Jönköping, 1953) è uno scrittore e francesista svedese, docente di letteratura francese all'Università di Lund.

## Biografia
Nato a Jönköping (provincia dello Småland, Svezia) nel 1953, all'età di sette anni rimane orfano del padre, morto durante un naufragio. Segue la madre insegnante ad Aseda, una piccola cittadina della Svezia meridionale, per fare ritorno, dopo quattro anni, a Jönköping. All'età di 15 anni viaggia negli Stati Uniti a bordo del Bergensfjord con una decina di adolescenti europei selezionati per trascorrere un anno all'estero. Visita New York, Chicago e Phoenix, e frequenta un rinomato college in Arizona, The Orme School. Tornato in Svezia, abbandona le scienze naturali per la filosofia, la letteratura e le lingue. Al liceo inizia a scrivere poesie e articoli, pubblicati nel giornale locale Jönköpings-posten. Nel 1971 rifiuta il servizio militare; come renitente alla leva viene incarcerato per alcuni mesi.
Successivamente Larsson trascorre diversi anni a Parigi, vivendo di traduzioni e di lezioni di francese impartite a studenti scandinavi. Nel 1988 conclude il suo dottorato presentando la tesi su Simone de Beauvoir dal titolo La réception des Mandarin, e successivamente si trasferisce a Lund e poi a Copenaghen.
Appassionato di navigazione, dal 1986 con la sua compagna Helle, biologa marina, decide di vivere sulla sua barca a vela, il Rustica, su cui trascorre diversi anni.
Nasce da qui la trama del suo romanzo Il cerchio celtico, e tutta la sua opera è legata al mare (specie il Nord Atlantico, il Mar Baltico e il Mare del Nord) e alla navigazione.
Ritorna poi in Svezia, a Malmö, e in seguito a Gilleleje, un piccolo villaggio di pescatori sulla punta settentrionale della Danimarca. Il successo letterario internazionale arriva con la pubblicazione de Il cerchio celtico (1992) e di La vera storia del pirata Long John Silver (1995), tradotti in tedesco, italiano e francese.
Seguono i romanzi Il porto dei sogni incrociati (1997), L'occhio del male (1999), La saggezza del mare (2001) ed altre opere premiate con vari premi letterari, tra cui il Prix Médicis. Larsson ha avuto particolare successo in Francia, Italia e Germania. Nel 2006 in Bisogno di libertà, il primo libro scritto in francese, abbandona la forma romanzesca per raccontare di sé.
Insegna letteratura francese all'Università di Lund, in Svezia. Fa parte della giuria per il premio Nicolas Bouvier e il premio Simone de Beauvoir.

## Temi
(Björn Larsson)
Dopo l'esordio nel 1980 con Splitter (Schegge), una raccolta di racconti imperniata sulla figura di un giovane scrittore, la vena narrativa di Larsson si esprime principalmente in romanzi d'avventura ed è permeata dal suo rapporto con il mare e dal suo amore per la navigazione, ritenuti mezzi per raggiungere la libertà e l'autenticità, in opposizione all'ipocrisia e agli obblighi della vita sulla terraferma. La sua stessa imbarcazione, la Rustica, compare nel thriller Il cerchio celtico, che lo consacrò a livello internazionale, nel romanzo Il porto dei sogni incrociati e nelle opere saggistiche La saggezza del mare e Bisogno di libertà. Sempre questa passione ha prodotto il romanzo La vera storia del pirata Long John Silver, che oltre a ricostruire la storia del cattivo Long John Silver dell'Isola del tesoro di Robert Louis Stevenson, offre una circostanziata prospettiva storica sulla pirateria e annovera tra le sue fonti il trattato sull'argomento scritto da Daniel Defoe.
La predilezione per le storie avventurose ha anche permesso a Larsson di esplorare temi attuali quali il terrorismo internazionale nel romanzo L'occhio del male e la manipolazione delle coscienze nelle sette pseudo-religiose ne Il segreto di Inga. Ha inoltre scritto con ironia del fenomeno del giallo svedese di successo ne I poeti morti non scrivono gialli.
Larsson gode di un appassionato seguito in Italia e nella Svizzera italiana, di cui conosce perfettamente la lingua, e le opere Diario di uno scrittore di bordo e Raccontare il mare sono specificamente indirizzate al pubblico italofono.
I suoi libri sono stati tradotti in più di 15 lingue e hanno superato il milione di copie vendute. Nel suo saggio Essere o non essere umani. Ripensare l’uomo tra scienza e altri saperi afferma che "La specificità dell’essere umano sta nel fatto che ci è dato diventare quello che siamo" e quindi che "la vita umana e la condizione dell’essere umano hanno valore se, e nella misura in cui, noi esseri umani attribuiamo valore all’umanità". In questo modo, nega l'esistenza di una natura umana universale iscritta nel patrimonio genetico e alla quale ognuno è chiamato a conformarsi per mantenere integra l'idea di umanità. Egli sposa un soggettivismo dei valori la cui unica fonte è la letteratura scientifica, negando qualsiasi importanza all'antropologia filosofica e al personalismo.

## Opere

### Narrativa
- 1980. Splitter, Wahlström & Widstrand
- 1992. Den keltiska ringen, Bonniers

Il cerchio celtico Iperborea, 2000, ISBN 8870910873. Premio Boccaccio Europa 2000
- 1995. Long John Silver. Den äventyrliga och sannfärdiga berättelsen om mitt liv och leverne som lyckoriddare och mänsklighetens fiende, Norstedt

La vera storia del pirata Long John Silver, Iperborea, 1998, ISBN 887091075X
- 1997. Drömmar vid havet, Norstedts

Il porto dei sogni incrociati, Iperborea, 2001, ISBN 8870910970. Premio La cultura del mare 2002
- 1999. Det onda ögat, Norstedts,

L'occhio del male, Iperborea, 2002, ISBN 8870911047. Premio Elsa Morante opera straniera 2002
- 2001. Från vredens kap till jordens ände, Norstedts

La saggezza del mare - Da Capo dell'Ira alla fine del mondo, Iperborea, 2003, ISBN 8870911160
- 2002. Den sanna berättelsen om Inga Andersson, Norstedts

Il segreto di Inga, Iperborea, 2003, ISBN 8870911322
- 2006. Besoin de liberté (Behov av frihet), Le Seuil (versione originale francese)

Bisogno di libertà, Iperborea, 2007, ISBN 9788870911527
Min frihet, Norstedts, 2013
- 2008. Filologens dröm, Norstedts

Otto personaggi in cerca (con autore), Iperborea, 2009, ISBN 9788870911718
- 2008. École fermée pour cause de génocide pubblicato in Huit Nouvelles, Calmann-Lévy, pp. 26-51

Scuola chiusa per genocidio, traduzione dal francese, in Otto racconti per il Millennio, Vicenza, Angelo Colla, 2011, ISBN 978-88-89527-54-2
Berättelsen om Mamadou, in Noveller för världens barn, Stockholm, Informationsförlaget, pp. 41-62, 2010 (tidigare publicerad på franska, i Huit nouvelles, 2008)
- 2010. Döda poeter skriver inte kriminalromaner - Ett slags kriminalroman, Norstedts

I poeti morti non scrivono gialli - Una specie di giallo, Iperborea, 2011, ISBN 9788870914092
- 2013. L'ultima avventura del pirata Long John Silver, Iperborea, 2013, ISBN 9788870915211
- 2014. Diario di bordo di uno scrittore, Iperborea, 2014, ISBN 9788870915167
- 2015. Raccontare il mare, traduzione dal francese di Ester Borgese, Maria Laura Vanario e Paola Polito, traduzione dallo svedese di Katia De Marco. Iperborea, Milano 2015. ISBN 978-88-907007-7-4 - Pubblicato in occasione della Mostra organizzata nell'ambito del Festival "Dedica a Björn Larsson" e tenuta presso la Sala Esposizioni della Biblioteca Civica di Pordenone dal 12 marzo al 28 aprile 2017
- 2017. Le mie fini del mondo, traduzione dal francese di Ester Borgese, per il Festival "Dedica" di Pordenone 23ª edizione 2017.
- 2018. Brevet från Gertrud, Norstedts

 La lettera di Gertrud', Milano, Iperborea, 2019, ISBN 9788870916058.
- 2021. I sonens namn

 Nel nome del figlio, traduzione di Alessandra Scali, Milano, Iperborea, 2021, ISBN 9788870916331.

### Saggi
- 1988. La réception des mandarins: le roman de Simon de Beauvoir face à la critique littéraire en France. Lund University Press
- 1994. La place et le sens des adjectifs épithètes de valorisation positive. Une étude de 113 adjectifs d'emploi fréquent dans la langue du tourisme et dans d'autres types de prose non littéraire. Lund University Press
- 1997. Le bon sens commun: remarques le rôle de la (re) cognition intersubjective dans l'épistémologie et l'ontologie du sens. Lund University Press
- 2024. Essere o non essere umani. Ripensare l'uomo tra scienza e altri saperi, Raffaello Cortina Editore.
- 2025. Vittnesmål från de installäda pendelresornas tid

 Filosofia minima del pendolare, traduzione di Andrea Berardini, Milano, Iperborea, 2015, ISBN 978-8870916928.

## Riconoscimenti

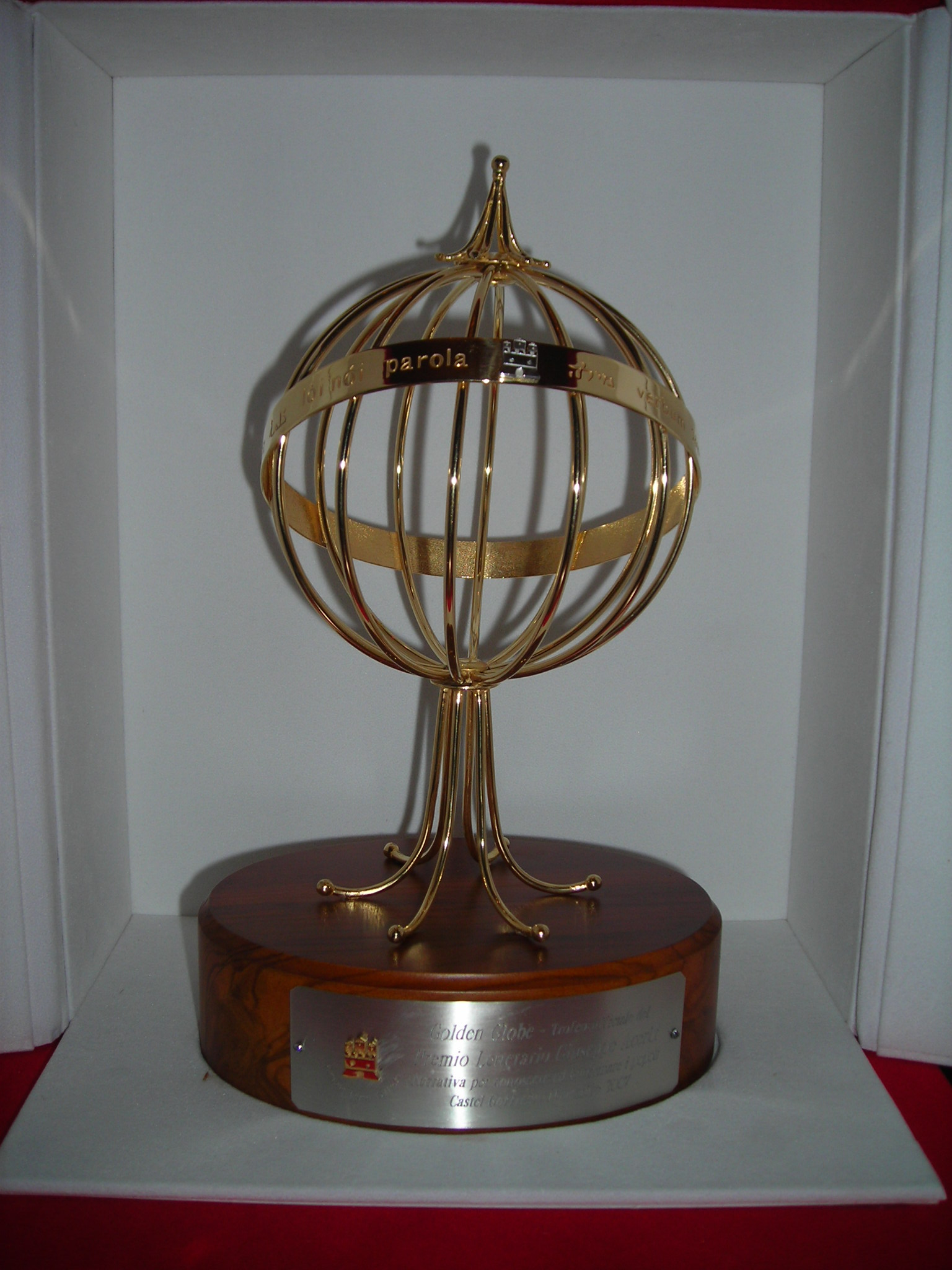
Premio letterario Giuseppe Acerbi.

Tra i numerosi premi riconosciuti all'autore figurano:
- 1999. Prix Médicis étranger per Il porto dei sogni incrociati
- 2000. Premio Boccaccio Europa per Il Cerchio Celtico
- 2002. Premio Internazionale di Letteratura la Cultura del Mare per Il porto dei sogni incrociati
- 2002. Premio Elsa Morante per L’occhio del male
- 2004. Premio Grinzane Biamonti, Sanremo
- 2008. Premio Corsaro Nero, Verona
- 2010. Premio speciale alla Narrativa della XIII edizione del Premio letterario città di Bari ”Pinuccio Tatarella”
- 2012. Finalista al Premio Bancarella per I poeti morti non scrivono gialli
- 2012. Premio Europa, premio speciale per la carriera
- 2013. Premio Internazionale per l’Editoria del Mare, Categoria Autori per la letteratura
- 2020. Premio letterario Giuseppe Acerbi per La lettera di Gertrud[11]